# Dendrobium gracilicolle
Dendrobium gracilicolle är en orkidéart som beskrevs av Rudolf Schlechter. Dendrobium gracilicolle ingår i släktet Dendrobium, och familjen orkidéer. Inga underarter finns listade i Catalogue of Life.